# Borgward Hansa 1500
Borgward Hansa 1500/1800 – samochód osobowy klasy średniej, produkowany przez zachodnioniemiecką firmę Carl F. W. Borgward GmbH w latach 1949–1954. Uważany jest za pierwszy po II wojnie światowej całkowicie nowy niemiecki model samochodu osobowego.
Wyróżniał się nowoczesnym pontonowym nadwoziem. Dostępny był jako 2- i 4-drzwiowy sedan, 3-drzwiowe kombi, 3-drzwiowy furgon oraz 2-drzwiowy kabriolet. Napędzany był umieszczonymi podłużnie z przodu silnikami benzynowymi o pojemności 1,5 i 1,8 l oraz silnikiem wysokoprężnym o pojemności 1,8 l, zblokowanymi z 4-biegową ręczną skrzynią biegów (opcjonalnie dostępna była automatyczna skrzynia Hansa-Matic), napędzającymi oś tylną. Wyprodukowano 35 161 egzemplarzy modelu. Zastąpił go model Isabella.

## Silniki
| Wersja          | Silnik:                                                | Układ zasilania:    | Średnica × skok tłoka: | Stopień sprężania: | Moc maksymalna:                      | Maksymalny moment obrotowy: | Prędkość maksymalna: |
| --------------- | ------------------------------------------------------ | ------------------- | ---------------------- | ------------------ | ------------------------------------ | --------------------------- | -------------------- |
| 1500 do 1950    | R4 1,5 l (1498 cm³), 2 zawory na cylinder              | gaźnik Solex 32 PBJ | b. d.                  | b. d.              | 48 KM (35 kW) przy 4000 obr./min     | 98 Nm przy 2300 obr./min    | 121 km/h             |
| 1500 od 1950    | R4 1,5 l (1498 cm³), 2 zawory na cylinder              | gaźnik Solex 32 PBJ | b. d.                  | b. d.              | 52 KM (38 kW) przy 4400 obr./min     | 98 Nm przy 2500 obr./min    | b.d.                 |
| 1800 (od 1952)  | R4 1,8 l (1758 cm³), 2 zawory na cylinder, OHV         | gaźnik Solex 32 PBI | 78 × 92 mm             | 6,35:1             | 60 KM (44 kW) przy 4200 obr./min     | 127 Nm przy 2100 obr./min   | b. d.                |
| 1800D (od 1952) | R4 1,8 l (1758 cm³), 2 zawory na cylinder, OHV, diesel | wtrysk Bosch        | 78 × 92 mm             | 19,8:1             | 42,6 KM (31,3 kW) przy 3200 obr./min | 103 Nm przy 2200 obr./min   | 100 km/h             |

## Galeria

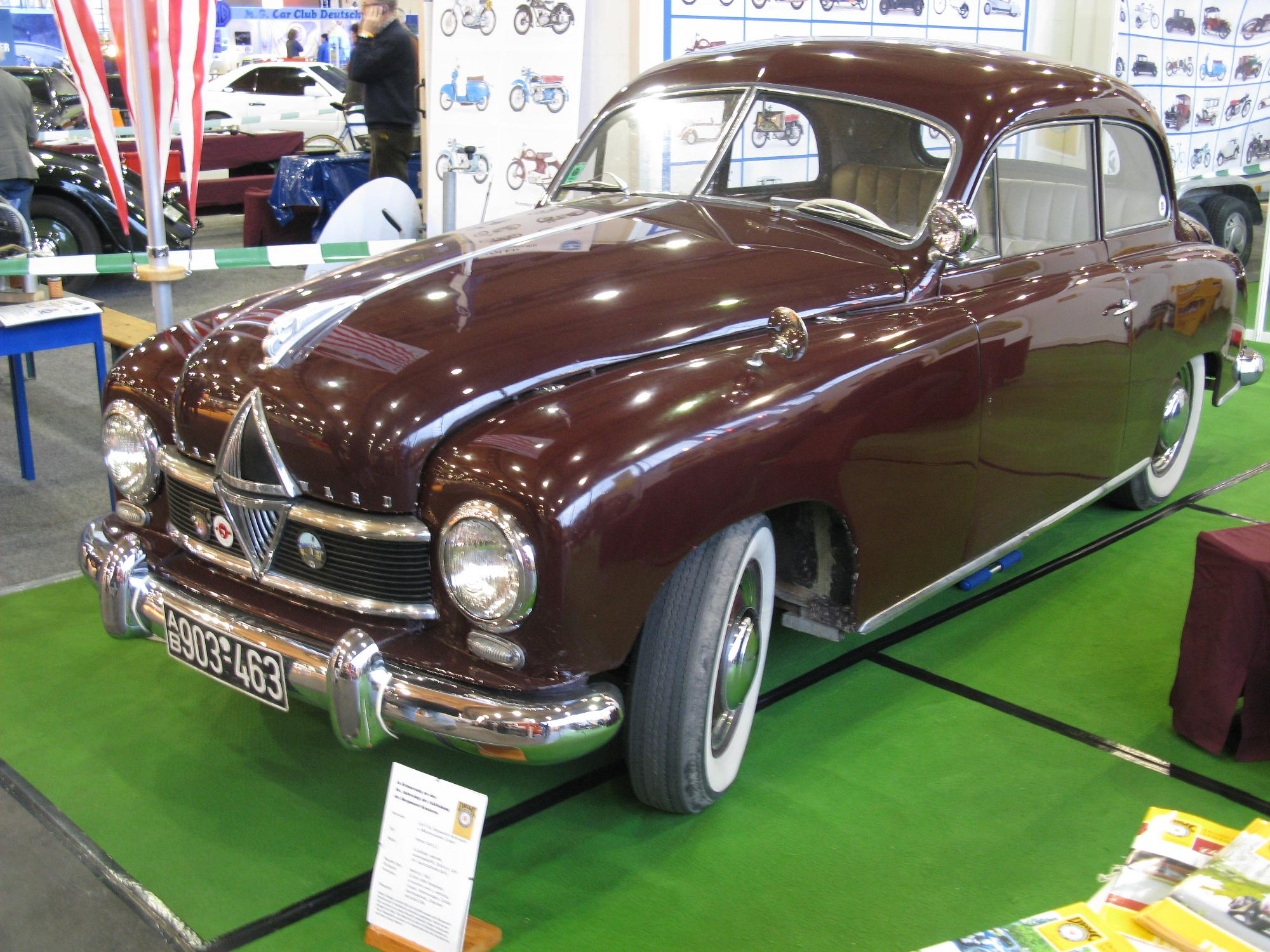
Borgward Hansa 1500 – 2-drzwiowy sedan
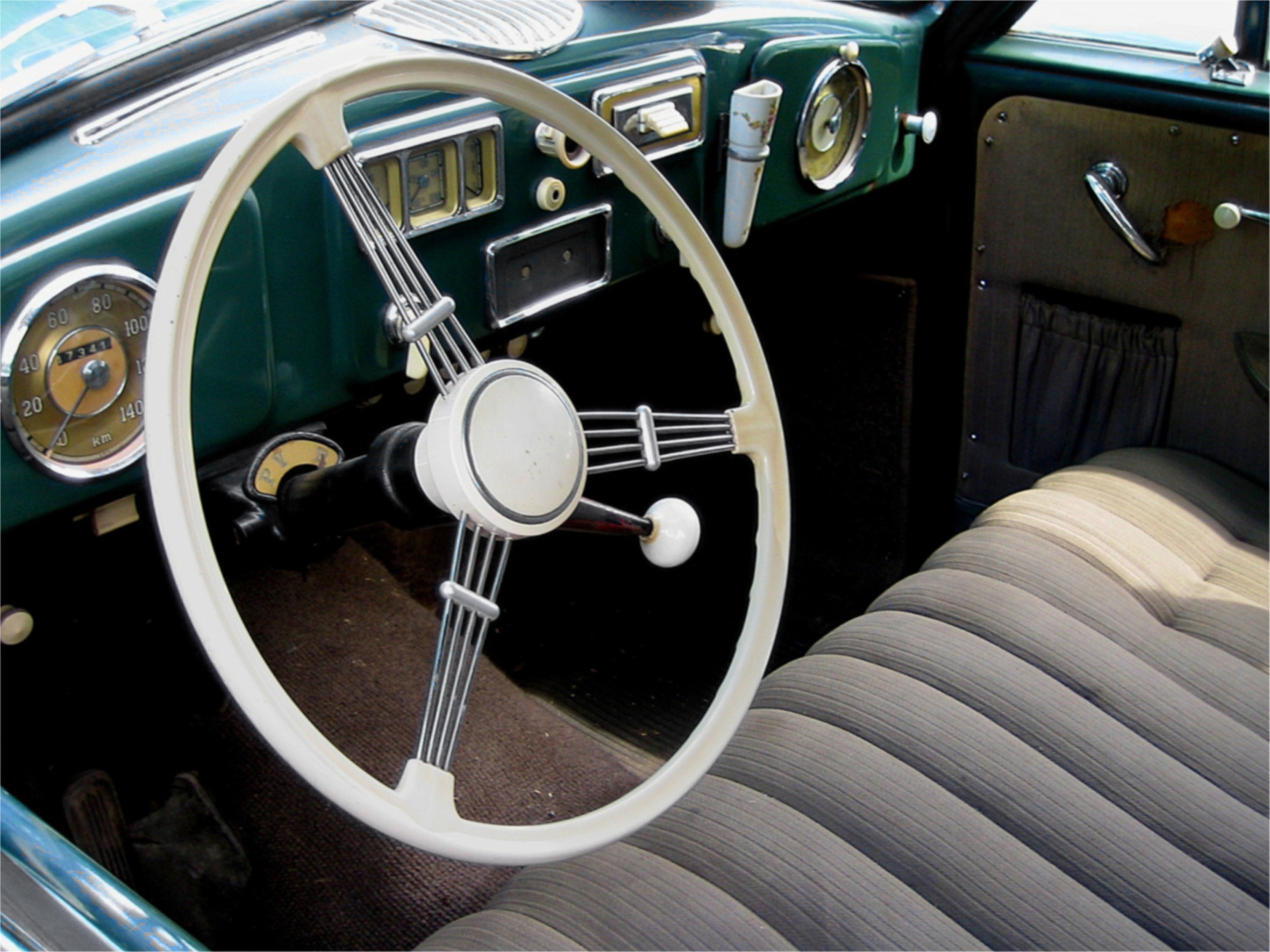
Deska rozdzielcza modelu 1500
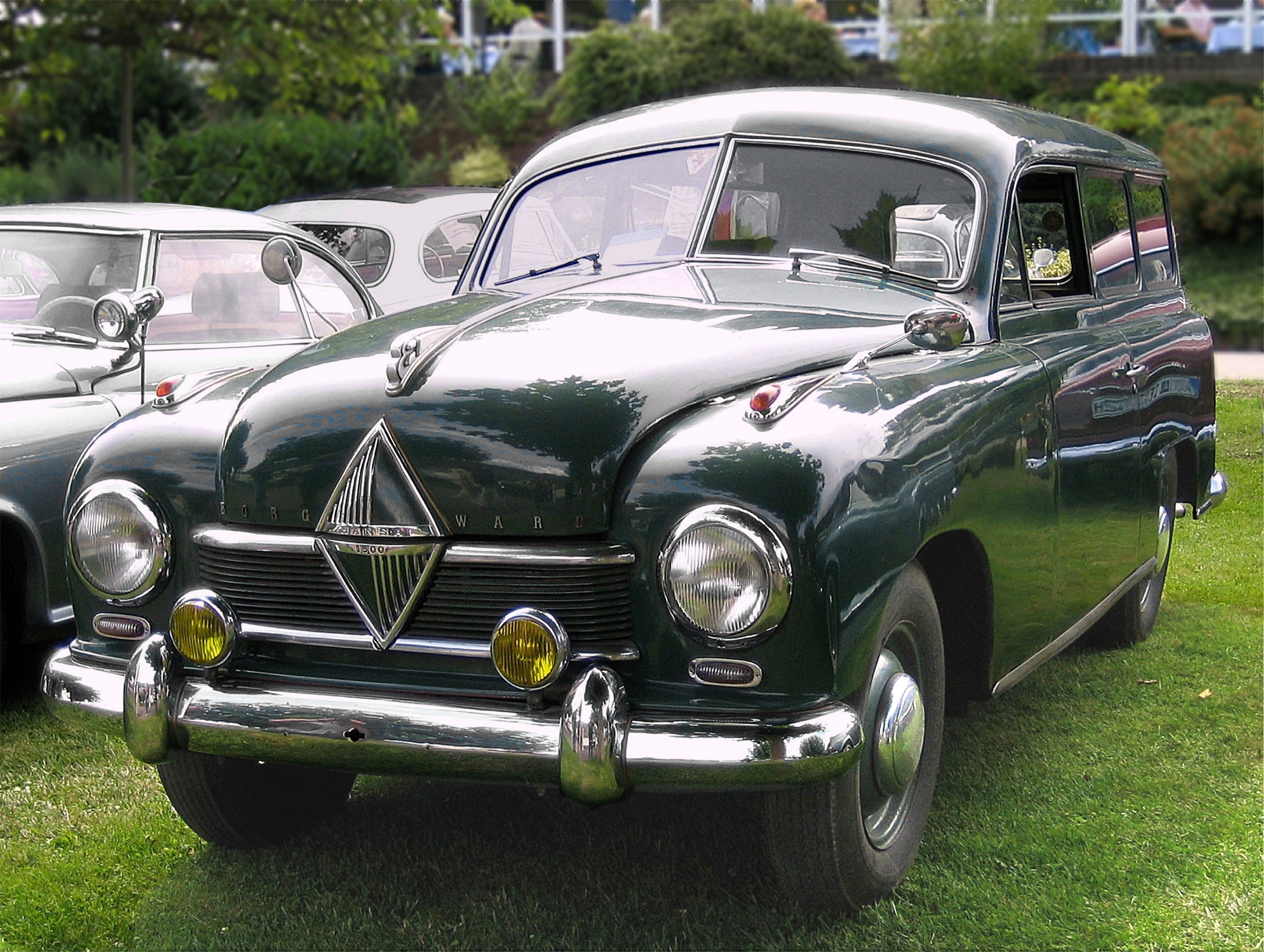
Borgward Hansa 1500 – kombi
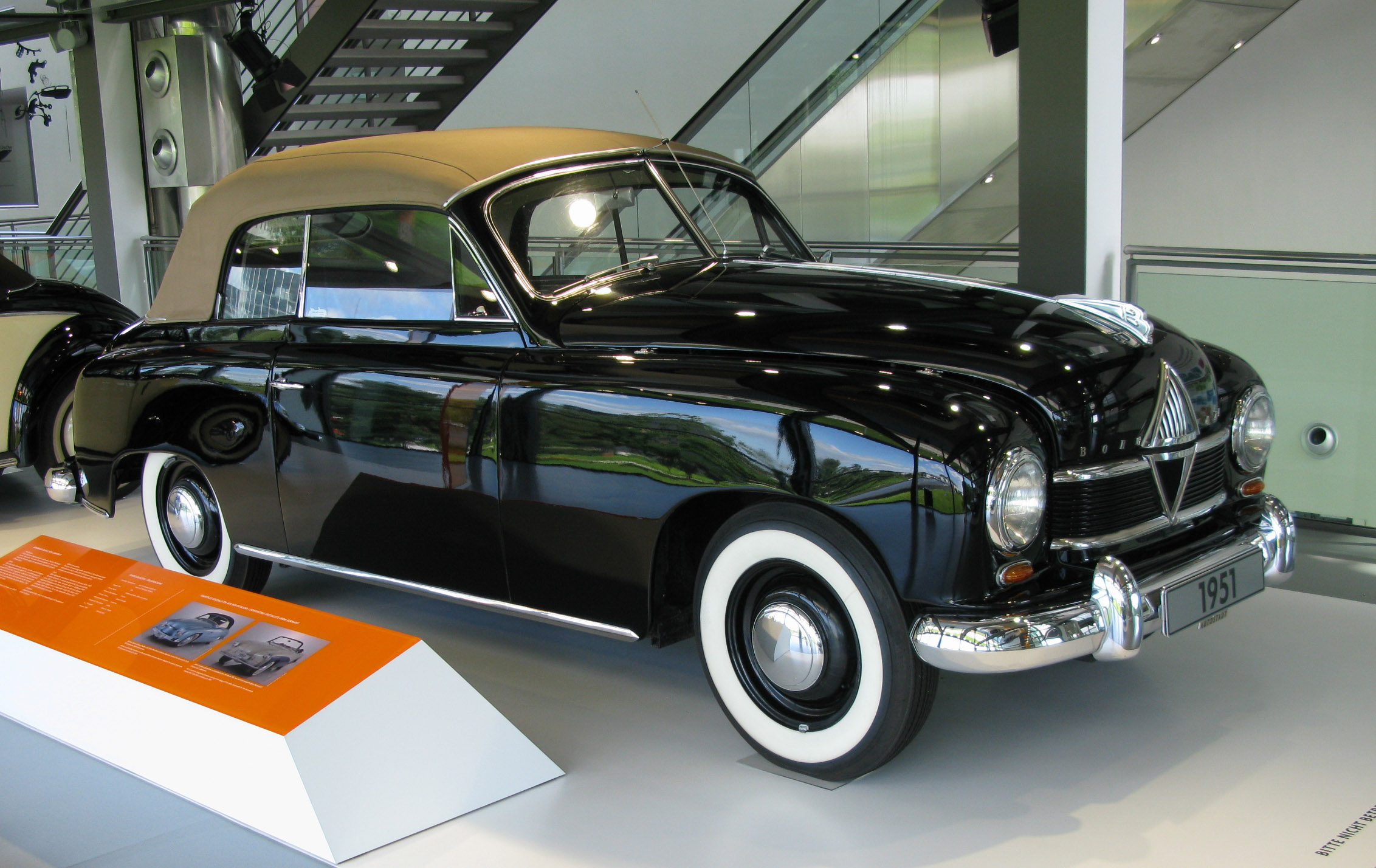
Borgward Hansa 1500 – kabriolet
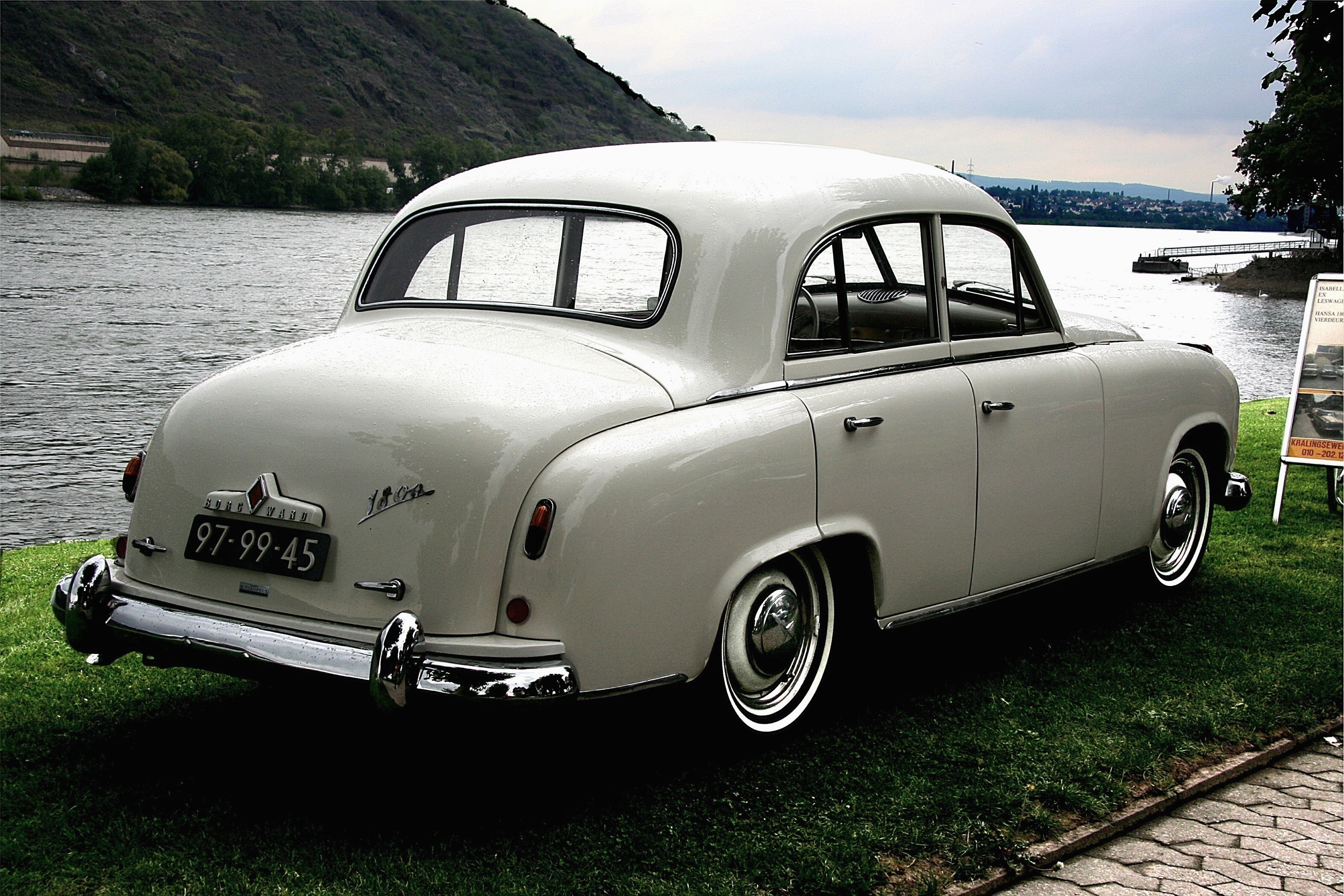
Borgward Hansa 1800 – tył
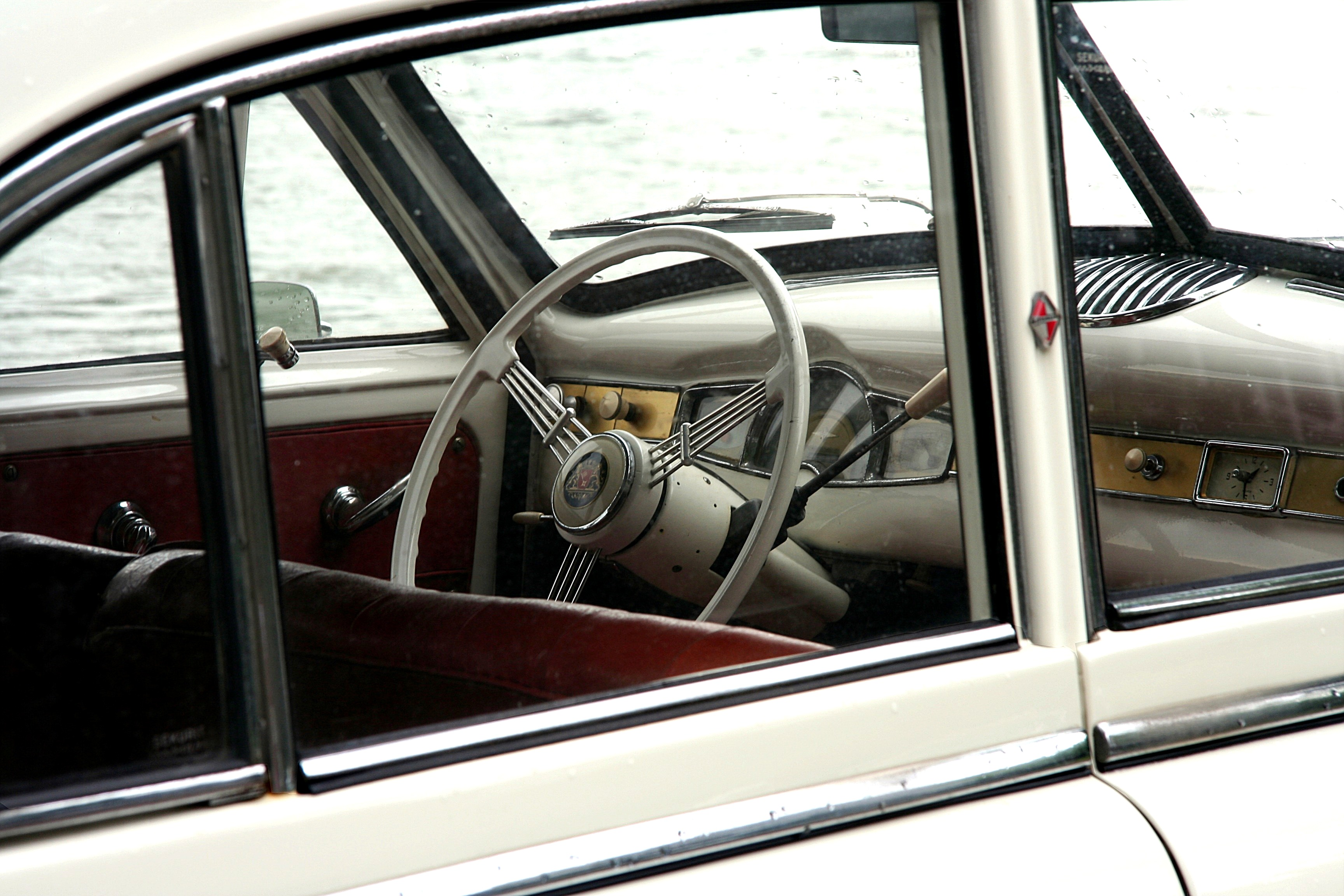
Wnętrze modelu 1800